# Дижон-8
Дижон 8-й кантон (фр. Dijon  8e  Canton) — кантон во Франции, находится в регионе Бургундия. Департамент кантона — Кот-д’Ор. Входит в состав округа Дижон. Население кантона на 2006 год составляло 21 274 человека.
Код INSEE кантона — 2142. Всего в кантон Дижон 8-й кантон входит 1 коммуна — Дижон 8-й кантон.